# Natação no Campeonato Europeu de Esportes Aquáticos de 2022 - 4x100 m livre feminino
A prova do revezamento 4x100 metros nado livre feminino da natação no Campeonato Europeu de Esportes Aquáticos de 2022 ocorreu no dia 13 de agosto no Foro Italico, em Roma na Itália. 

## Calendário
| Fase  | Data         | Hora  |
| ----- | ------------ | ----- |
| Final | 13 de agosto | 19:50 |

Todos os horários estão no horário local (UTC+1)

## Recordes
Antes desta competição, os recordes eram os seguintes:
|                       | Nacionalidade | Tempo   | Local     | Data                |
| --------------------- | ------------- | ------- | --------- | ------------------- |
| Recorde mundial       | Austrália     | 3:29.69 | Tóquio    | 25 de julho de 2021 |
| Recorde europeu       | Países Baixos | 3:31.72 | Roma      | 26 de julho de 2009 |
| Recorde do campeonato | Países Baixos | 3:33.62 | Eindhoven | 18 de março de 2008 |

## Medalhistas
| Ouro                                                                 | Prata                                                                 | Bronze                                                                          |
| Reino Unido · Lucy Hope · Anna Hopkin · Medi Harris · Freya Anderson | Suécia · Sarah Sjöström · Louise Hansson · Sara Junevik · Sofia Åsted | Países Baixos · Kim Busch · Tessa Giele · Valerie van Roon · Marrit Steenbergen |

## Resultado final
Esse foi o resultado da final. 
| Pos.              | Raia | Nacionalidade | Nadadoras                                                                                           | Tempo   | Notas |
| ----------------- | ---- | ------------- | --------------------------------------------------------------------------------------------------- | ------- | ----- |
| Medalha de ouro   | 8    | Reino Unido   | Lucy Hope (54.88) Anna Hopkin (53.44) Medi Harris (54.61) Freya Anderson (53.54)                    | 3:36.47 |       |
| Medalha de prata  | 3    | Suécia        | Sarah Sjöström (53.12) Louise Hansson (54.21) Sara Junevik (55.12) Sofia Åsted (54.84)              | 3:37.29 |       |
| Medalha de bronze | 7    | Países Baixos | Kim Busch (55.21) Tessa Giele (54.60) Valerie van Roon (54.76) Marrit Steenbergen (53.02)           | 3:37.59 |       |
| 4                 | 6    | Itália        | Chiara Tarantino (54.81) Costanza Cocconcelli (54.65) Sofia Morini (54.99) Silvia Di Pietro (53.56) | 3:38.01 |       |
| 5                 | 5    | Hungria       | Nikolett Pádár (55.19) Fanni Gyurinovics (55.04) Petra Senánszky (54.81) Dóra Molnár (54.38)        | 3:39.42 |       |
| 6                 | 2    | França        | Mary-Ambre Moluh (55.55) Marina Jehl (55.21) Lucile Tessariol (54.47) Béryl Gastaldello (54.38)     | 3:39.61 |       |
| 7                 | 4    | Espanha       | Carmen Weiler (55.49) Lidón Muñoz (54.51) África Zamorano (55.44) Ainhoa Campabadal (55.57)         | 3:41.01 |       |
| 8                 | 1    | Alemanha      | Nele Schulze (55.49) Angelina Köhler (55.07) Josephine Tesch (57.28) Chiara Klein (56.08)           | 3:43.92 |       |

Legenda
| Recorde mundial       | Recorde mundial (World record)               |                       | Recorde africano                      | Recorde africano (African) |                                           | Q | Classificado por posição (Qualified) |
| Recorde do campeonato | Recorde do campeonato (Championship record)  | Recorde da América    | Recorde da América (Americas)         | q                          | Classificado por melhor tempo (Qualified) |   |                                      |
| Melhor marca do ano   | Melhor marca do ano (World leading)          | Recorde asiático      | Recorde asiático (Asian)              | DNS                        | Não largou (Did not start)                |   |                                      |
| Recorde nacional      | Recorde nacional (National record)           | Recorde europeu       | Recorde europeu (European)            | DNF                        | Não terminou (Did not finish)             |   |                                      |
| Recorde pessoal       | Recorde pessoal do atleta (Personal best)    | Recorde da Oceania    | Recorde da Oceania (Oceania)          | DSQ / DQ                   | Desclassificado (Disqualified)            |   |                                      |
| Recorde da temporada  | Recorde da temporada do atleta (Season best) | Recorde sul-americano | Recorde sul-americano (South America) | NM                         | Sem marca (No mark)                       |   |                                      |